# 斯洛博丹·科姆列诺维奇
斯洛博丹·科姆列诺维奇（1971年1月2日—），塞尔维亚男子足球运动员，场上位置是后卫。他曾代表南联盟参加1998年国际足联世界杯，结果队伍止步十六强赛。